# アプト式

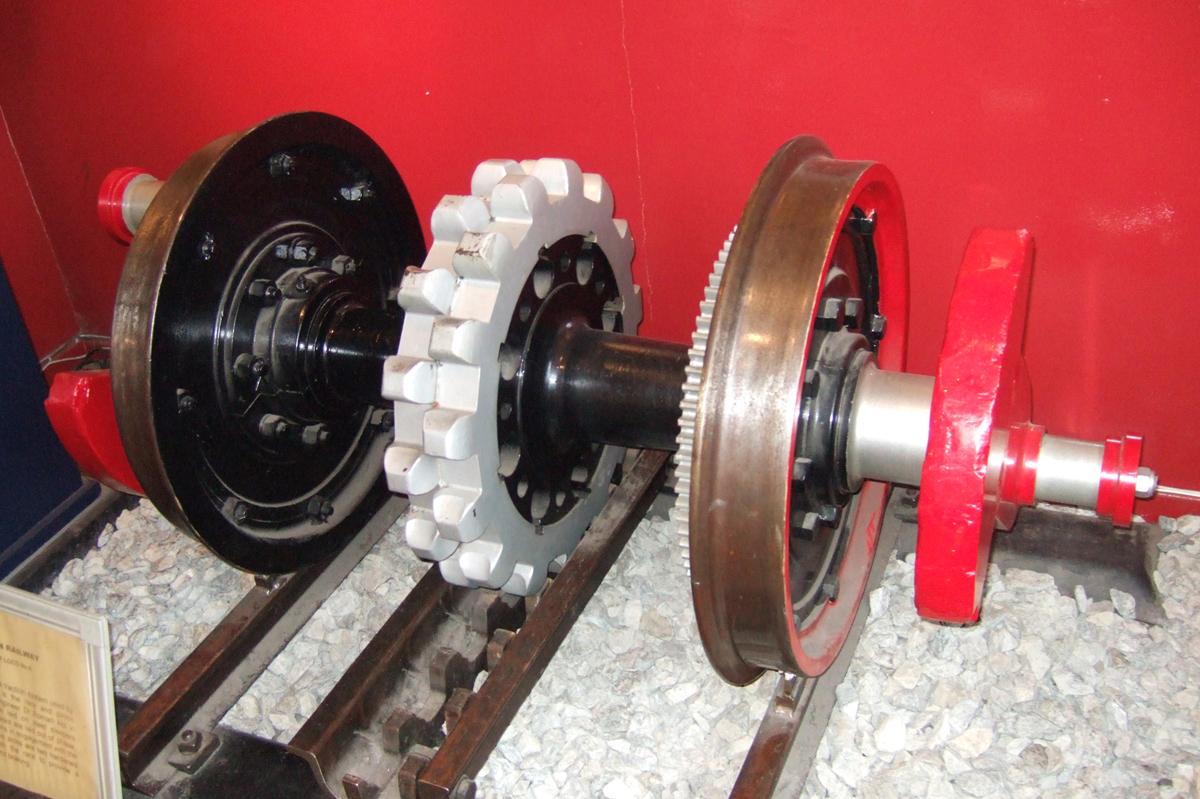
アプト式のラックレールとピニオン

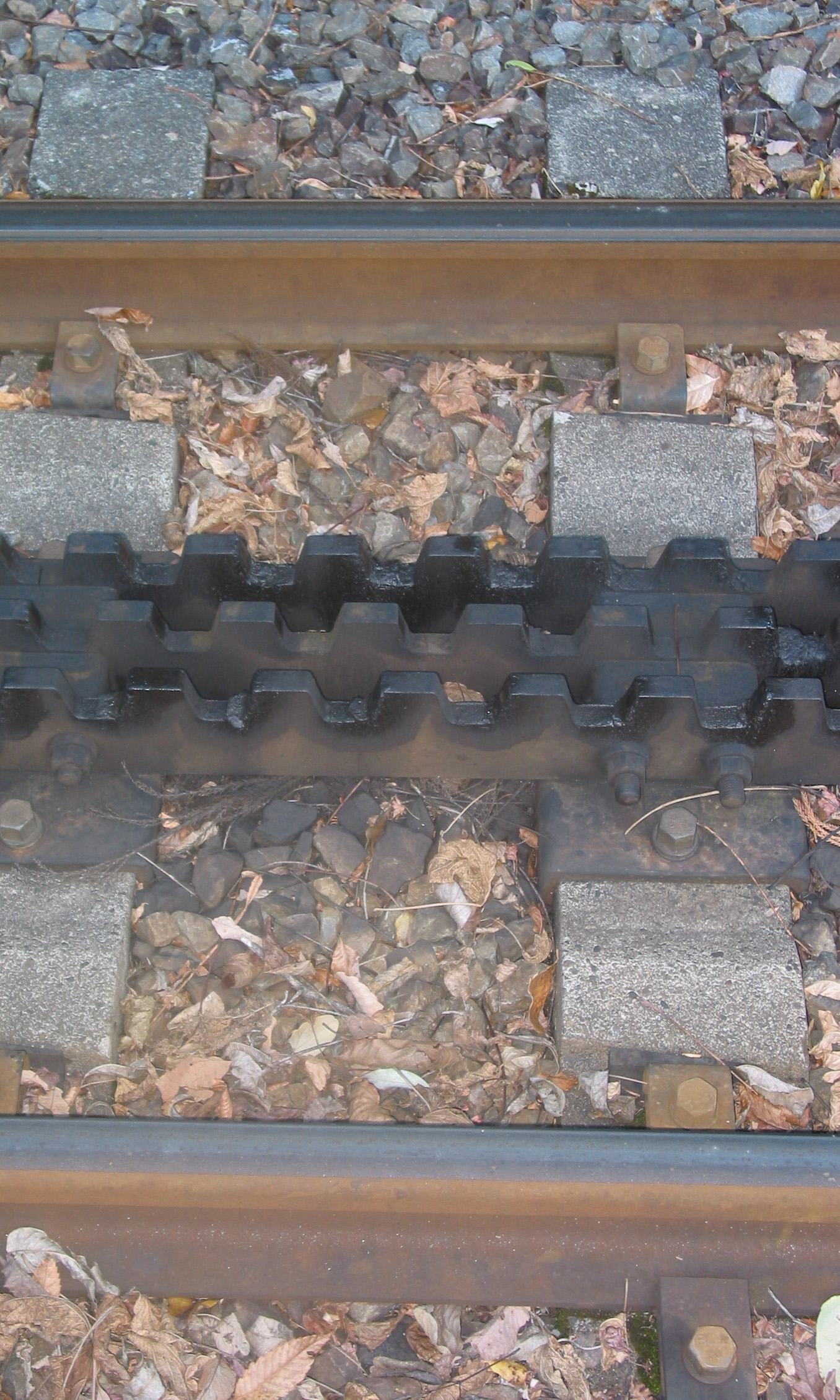
3枚ラックの大井川鐵道井川線のラックレール

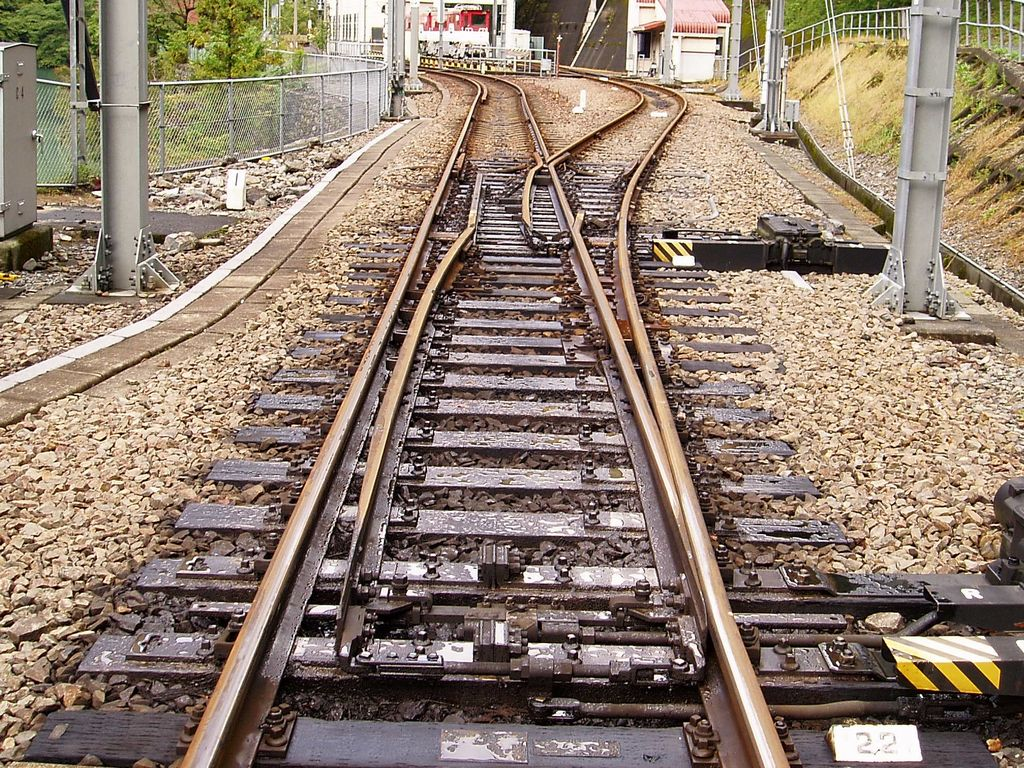
ラックレールが低い鉄道の特殊な分岐器（大井川鐵道アプトいちしろ駅）

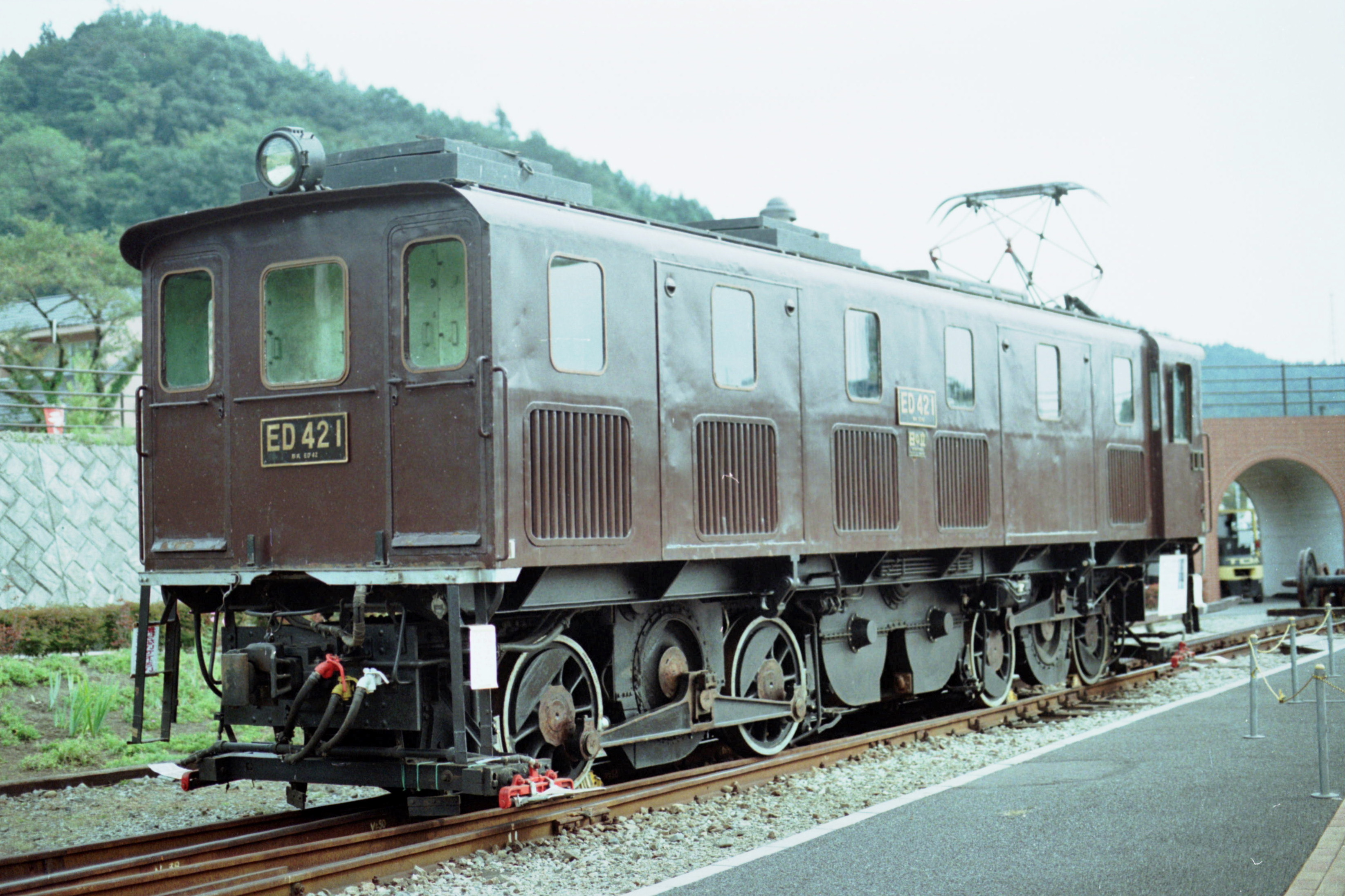
アプト式鉄道の電気機関車（ED42形電気機関車）

アプト式（英語: Abt system）とは、ラック式鉄道の方式の一つで、2 - 3枚のラックレールを歯形をずらして設置したものを指す。このアプト式ラックレール走行用の機関車をアプト式機関車という。
カール・ローマン・アプトが1882年に特許を取得した方式で、「アプト式」の名称は開発者の名前にちなむ。「Abt」のドイツ語発声に近い片仮名であるが、日本では過去にアブトと表記されたこともあった。
日本の営業用路線ではこの方式によるラック式鉄道しか存在しなかったため、ラック式鉄道そのものを「アプト式」と誤解して呼ぶことがあるが、ラック式鉄道にはアプト式の他にマーシュ、リッゲンバッハ、シュトループ、ロヒャー、フォン・ロールの各方式があり（いずれも現存している）、その中で一番よく使用されている（約80％）のがアプト式である。

## アプト式ラックレール
前述のように「アプト式」とは、2枚または3枚のラックレール（Rack-rail）およびピニオンギア（Pinion-gear）の位相をずらして設置する方式で、複数の歯の位相をずらすことにより駆動力の円滑化および歯の長寿命化を図るとともに、常にピニオンのいずれかの歯がラックレールと深く噛み合っていることによりラックレールの歯が1列だけの方式より安全性の向上が図られ、これ以前にあったリッゲンバッハ式などのはしご状ラックレールより低コストというメリットがある。
登山鉄道はもとより亜幹線鉄道にも世界各地で広く採用され、特にスイスを中心とした欧州の鉄道に多く存在している。日本では、信越本線の碓氷峠では3組のラックピニオンを120度ずらして使用していた。大井川鐵道井川線も3組のラックピニオンを使用している。2組のラックピニオンを180度ずらして使用している例としては、スイスの氷河急行で有名なマッターホルン・ゴッタルド鉄道や蒸気機関車で有名なブリエンツ・ロートホルン鉄道などがある。
日本の鉄道では以下の路線・区間で採用されている。
- 1893年（明治26年） - 1963年（昭和38年） 鉄道院、鉄道省、国鉄信越本線横川駅 - 軽井沢駅間
- 1990年（平成2年） -  大井川鐵道井川線アプトいちしろ駅 - 長島ダム駅間

碓氷峠はラックレールの位置が左右のレールより高く、大井川鐵道井川線は低いという相違がある。このため碓氷峠は58系気動車など一部の車両が台車に備わるブレーキテコとの干渉で通過できず、逆に大井川鐵道井川線は通過車両の制約はないものの、分岐器が地上高の低いピニオンを避けるために特殊な構造となっている。
なお、信越本線横川 - 軽井沢間が廃線になった後、横川駅に隣接して碓氷峠鉄道文化むらが開設され、鉄道資料館などでアプト式鉄道の展示を行っている。

### 日本のアプト方式ラック式鉄道車両
日本国有鉄道
- 蒸気機関車：3900形・3920形・3950形・3980形
- 電気機関車：EC40形・ED40形・ED41形・ED42形
- 貨車（歯車車）：ピ1形・ピ30形

大井川鐵道
- 電気機関車：ED90形